# Stonehenge Free Festival

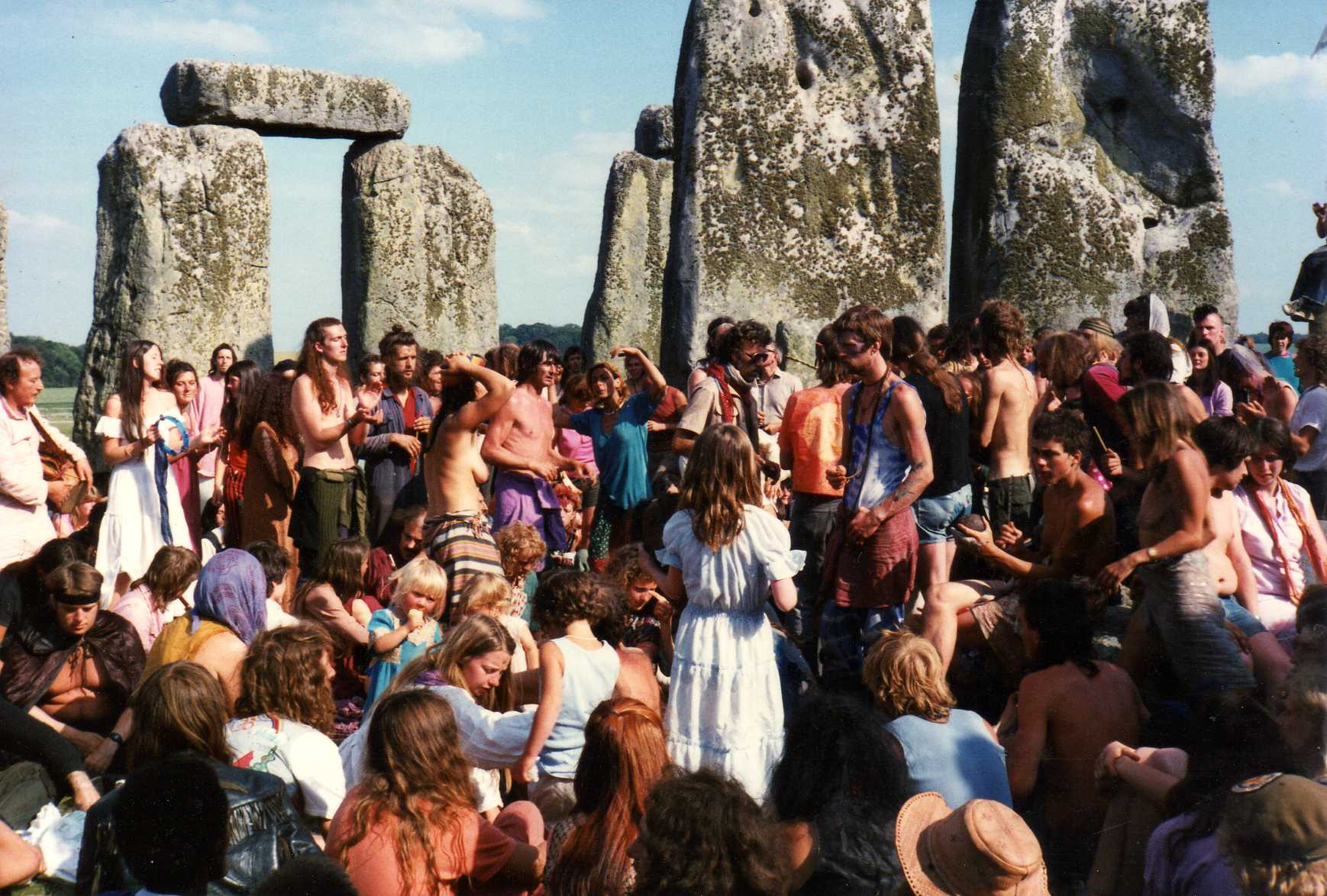
Das Stonehenge Free Festival 1984

Stonehenge Free Festival war der Name eines von 1972 bis 1984 abgehaltenen Musikfestivals in England. Es fand im Freien zwischen den Steinen von Stonehenge jedes Jahr im Juni um den 21. statt. Das Stonehenge Free Festival war ein Fest zahlreicher alternativer Kulturen und Musikrichtungen. Unter den teilnehmenden Bands waren Jimmy Page, Hawkwind, Roy Harper, Ozric Tentacles, Doctor and the Medics, Gong, Bad Manners, Crass, Dexys Midnight Runners, Thompson Twins, Wishbone Ash, Benjamin Zephaniah, Cardiacs und viele mehr, die auf der Bühne von Stonehenge kostenlos auftraten.

## Geschichte
Das Stonehenge Free Festival wurde zu einem der wichtigsten eintrittfreien Musikfestivals, nachdem das Windsor Free Festival im August 1974 verboten wurde und man nach 1975 keinen Schauplatz mehr für das People’s Free Festival fand. Im Jahr 1981 galt es als The best free festival worldwide und im Juni 1984 erreichte es einen Rekord von 65.000 Besuchern. Aufgrund seiner Beliebtheit unterbrachen einige der Bands wie Thompson Twins und Hawkwind ihre Tournee, nur um auf dem Festival auftreten zu können.
Im Jahr 1985 kam es im Vorfeld des Festivals zu gewalttätigen Konflikten der Besucher mit der Polizei (battle of the beanfield), worauf die Ordnungsbehörden das Festival in Stonehenge untersagten und das Gelände insbesondere zu den beiden Sonnenwenden und den Tagundnachtgleichen für alle Besucher weiträumig sperrten.